# Eperjes–Tokaji-hegység
Az Eperjes–Tokaji-hegység avagy régebben Eperjes–Tokaji-hegylánc miocén vulkanitokból álló, észak-déli irányban húzódó hegység a Bodrog és a Hernád között. Déli, Tokaj és a Nagy-Milic közötti része Magyarország területére esik (ez a Zempléni-hegység avagy Tokaji-hegység), míg északi, Eperjesig húzódó része Szlovákiában található (Szalánci-hegység).
Korábban három részre tagolták:
- északi csoportja a Dargói-hágóig a Sóvári-hegység;
- középső csoportja a kisszalánci völgyig a Dargó-csoport;
- déli tagja innen Tokajig, mely a Bózsva (Bósva) völgyétől kezdve a Hegyalja nevet viseli.[1]

A döntően észak-déli irányban húzódó hegyvidéket az I. világháború után meghúzott új határok kettévágták, ezután kezdett elterjedni a Magyarországon maradt rész elnevezésére a Zempléni-hegység.
A hegység földtani viszonyai változatosak, vulkáni eredetű, döntően miocén korú, felépítő kőzetei jellemzően andezit, riolit dácit, számos rétegvulkán-kúpot képeznek. Területén számos limnikus medencei eredetű kovásodás, opálosodás, illetve opál-, és érclelőhelyek találhatóak. A középkorban és a XVIII., XIX. században nemesopál-termelése jelentős volt. Magyarországi részének legmagasabb pontja a Nagy-Milic (894 m), a Szlovákia területére eső részen, a Szalánci-hegység területén a Simonka (1092 m). 
Ritka növényfaja a hegyi szirtipáfrány (Woodsia ilvensis).